# Leonardo Díaz Aldana
Leonardo Díaz Aldana (Bayamo, 16 de febrero de 1975) es un deportista cubano que compitió en atletismo adaptado. Ganó cuatro medallas en los Juegos Paralímpicos de Verano entre los años 2008 y 2020.

## Palmarés internacional
| Juegos Paralímpicos | Juegos Paralímpicos     | Juegos Paralímpicos | Juegos Paralímpicos |
| Año                 | Lugar                   | Medalla             | Prueba              |
| ------------------- | ----------------------- | ------------------- | ------------------- |
| 2008                | Pekín (China)           | Medalla de oro      | Disco F55/56        |
| 2012                | Londres (Reino Unido)   | Medalla de oro      | Disco F54-56        |
| 2016                | Río de Janeiro (Brasil) | Medalla de plata    | Disco F56           |
| 2020                | Tokio (Japón)           | Medalla de bronce   | Disco F56           |